# Makówki
Makówki (makiełki) – deser, potrawa wigilijna.

## Śląsk
Pod nazwą „makówki” występuje na Śląsku. Podstawowe składniki śląskich makówek to mak, bułki kanapkowe lub sucharki, mleko lub woda, miód lub cukier oraz bakalie (rodzynki, figi, migdały, orzechy włoskie, wiórki kokosowe, skórka pomarańczowa, rum, pomarańcze, mandarynki). Namoczone pieczywo układa się warstwami na przemian z masą makową. Spotyka się także makówki przyrządzane na chałce.

## Inne regiony
W Zagłębiu, okolicach Poznania i Łodzi potrawa ta znana jest jako „makiełki” lub „makiołki”. W Zagłębiu zamiast pieczywa używa się makaronu (zwanego w niektórych rejonach Polski „kluskami”, stąd inna nazwa makiełek to „kluski z makiem”).

## Historia
W biedniejszych rodzinach makówki przygotowywano na wodzie, a zamiast bakalii dodawano suszone owoce krajowe.

## Zobacz też

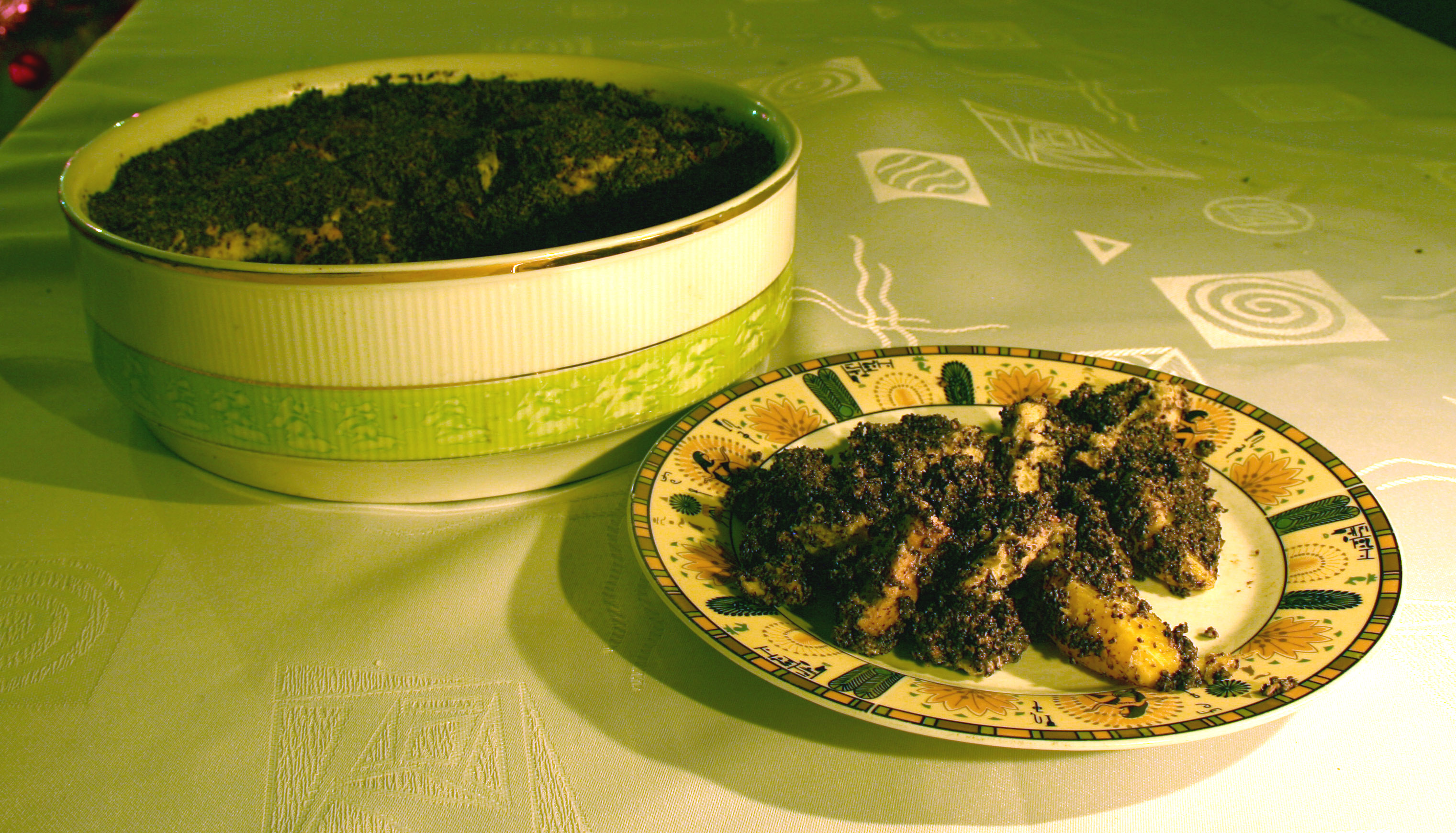
Makówki